# Alemán Coloniero
Alemán Coloniero ist ein niederalemannischer Dialekt des Deutschen, welcher hauptsächlich in der Gemeinde Colonia Tovar in Venezuela gesprochen wird. Als Eigenbezeichnung findet man in Tovar folgende Namen: Dialecto, Ditsch, Alemán, Alemannisch, Patua. Das ISO-Kürzel gct kommt von der englischen Bezeichnung Colonia Tovar German.

## Geschichte
Der Dialekt ist, wie auch andere alemannische Dialekte, für nur Standarddeutsch sprechende Personen schwer verständlich. Alemán Coloniero ist die Sprache der Nachfahren deutscher Siedler, die 1843 größtenteils aus der Gegend um den Kaiserstuhl nach Venezuela auswanderten. Die Siedler wurden durch den italienischen Geografen Augustin Codazzi vornehmlich in Endingen am Kaiserstuhl und Wyhl im Auftrag des venezolanischen Staats geworben. Am 18. Dezember 1842 verließen 80 Familien, insgesamt 389 Personen, die badische Heimat und bewältigten in drei Wochen zu Fuß die Strecke von 660 km über Straßburg nach Le Havre. Mit dem Schiff erreichten sie Venezuela im April 1843.
Der Dialekt hat sich aus dem oberrheinalemannischen Dialekt des Kaiserstuhls sowie einem geringen Einfluss einiger anderer Dialekte Süddeutschlands, Österreichs und der Schweiz entwickelt. Die meisten Sprecher beherrschen auch die Amtssprache Spanisch, wodurch auch diverse spanische Lehnwörter im Alemán Coloniero enthalten sind. Dieser Dialekt wird neben der offiziellen Muttersprache Spanisch in Colonia Tovar von knapp 3.000 und in der Region von 16.000 Menschen beherrscht. Die Nachfahren der Siedler sind durch Schulbesuch und Heiraten längst in Venezuela integriert.
In den alten Familien (Guth, Rudman, Ruh, Misle, Herig, Muttach) wird das Alemán Coloniero nicht nur sehr gut gesprochen, sondern auch an die folgende Generation weitergegeben. Es ist nicht vorherzusehen, ob der Dialekt in ein bis zwei Generationen noch gesprochen werden wird, jedoch erkennen die Tovarer, dass sie damit ein bedeutendes Kulturgut besitzen, und versuchen nun alles, um den Dialekt zu erhalten. Die Mehrheit der noch alemannischsprachigen Menschen der Colonia Tovar konnte das Herkunftsland ihrer Vorfahren bisher nicht besuchen. Sie wollen sich aber ihrer kulturellen Wurzeln bewusst bleiben. Daher wird über Austauschprogramme mit der ehemaligen Heimat nachgedacht. Wegen der alemannischen Fastnacht, des Fachwerkbaustils, der Kuckucksuhren, des Schinkens, des Eisbeins mit Sauerkraut und der Erdbeertörtchen sowie der mitunter folkloristisch gekleideten Frauen wird die Gegend von vielen Touristen aus dem übrigen Venezuela besucht.
2019 wurde Alemán Coloniero nur noch von 13 Prozent der Bevölkerung von  Colonia Tovar gesprochen, von denen die meisten über 60 Jahre alt waren.

## Unterricht des Deutschen/Alemannischen
Die Bedeutung der Schule in der Colonia Tovar ist von besonderer Wichtigkeit. Bis 1942, als die Colonia Tovar zum Municipio mit Tovar als Hauptstadt erklärt wurde, stellte man fest, dass die Mehrheit der über 15-Jährigen Spanisch weder schreiben noch lesen konnte. Dies und die Abgeschiedenheit sind zwei Hauptgründe, warum sich der Dialekt erhalten hat. Während des Zweiten Weltkriegs erklärte auch Venezuela Deutschland den Krieg; in der Folge wurde der Deutschunterricht in Colonia Tovar verboten. Durch die Anbindung der Kolonie an den restlichen Staat wurde der Einfluss des Spanischen auf die Tovarer noch stärker. Es wurde und wird seitdem stets versucht, Deutsch als Unterrichtssprache verwenden zu dürfen, doch bis jetzt hat der Staat den Schulen keine Erlaubnis für einen bilingualen Unterricht oder Deutsch als erste Fremdsprache erteilt. So dürfen nur Privatlehrer sowohl den Dialekt als auch das Standarddeutsch unterrichten.
Weil die Bewohner wenig Spanisch konnten und kaum Schulbildung besaßen, blieb der Dialekt erhalten. Inzwischen gibt es jedoch Spanischunterricht, sodass der Dialekt zurückgedrängt wird.